# للكلو
للكلو هي قرية في مقاطعة مياندوآب، إيران. عدد سكان هذه القرية هو 1,397 في سنة 2006.